# 海氏奇异螺
海氏奇异螺（学名：Mirus hartmanni）为艾纳螺科奇异螺属的动物，是中国的特有物种。

## 分佈
分布于湖南、广西等地，生活环境为陆地，一般栖息于山区、树林、农田、公园、住宅附近的草丛中、石块下以及多石灰岩山区。

## 外部連結
- 維基物種上的相關：海氏奇异螺